# 於是，他就這樣燒了屋頂
《於是，他就這樣燒了屋頂》（日语：こうして彼は屋上を燃やすことにした）是由KAMITSUKI RAINY著作、文倉十繪製插畫的輕小說，在小學館GAGAGA文庫發行，繁體中文版由東立出版社發行。作品獲第一回《店員最愛輕小說大賞》第9名及第五回小學館輕小說大賞GAGAGA大賞，KEY的劇本家麻枝准則稱讚作品的寫作。

## 劇情簡介
女主角三浦加奈第一次談戀愛，卻被甩了，失落之際跑到屋頂想結束自己的一切，卻遇到「獅子」。「獅子」提議「既然要結束，為何不作個了斷去報仇呢」，暫時讓加奈取消了跳樓的念頭。這段期間加奈因而認識了「機器人樵夫」、「稻草人」等人，並組成了「奧茲社」，以屋頂為舞台的一段故事。
眾人藉由彼此的故事與過去的體會，將自己的回憶互相交流。「獅子」、「機器人樵夫」、「稻草人」等人都因為小天跳樓而不希望加奈也走上一樣的路，加奈則將小雨曾經給自己的禮物拿來幫助其他人。而加奈決定要讓未來比起加奈跟小雨之間的回憶更來得寶貴，走出了這段心路。

## 登場人物
三浦加奈（桃樂絲）
高二。
因為失戀而打算跳樓，卻遇到其妙的三人而慢慢忘記失戀的痛苦。經常跑去屋頂。
鈴原(稻草人)
高一。
長相和個性都很討喜的少女。
大智若愚的個性。
是小空的妹妹，除了機器人樵夫以外的綽號都是她命名的。
 ???(機器人樵夫)
高二。
本名不詳，綽號是由小空取的。
帶有毒舌屬性的少年。
喜歡小空，愧對於自己，認為自己不該存在，進行著復仇與自殺計畫。
吉岡(獅子)
高二
外表儒弱，不擅長反抗他人而默默遭到同學霸凌的少年。
桃樂絲送給他髮箍並讓其染成金髮，並開始練習拳擊，反抗霸凌。
桃樂絲稱呼為獅子。
小空
前跳樓事件的人，造成獅子、機器人及稻草人內心受傷。

## 輕小說
| 集數 | 小學館       | 小學館                 | 東立出版社    | 東立出版社             |
| 集數 | 初版發售日期 | ISBN                   | 初版發售日期  | ISBN                   |
| ---- | ------------ | ---------------------- | ------------- | ---------------------- |
| 1    | 2011年5月    | ISBN 978-4-09-451270-0 | 2012年7月16日 | ISBN 978-986-31-7289-5 |

## 關聯項目
- 綠野仙蹤